# Egmundella polynema
Egmundella polynema is een hydroïdpoliep uit de familie Campanulinidae. De poliep komt uit het geslacht Egmundella. Egmundella polynema werd in 1948 voor het eerst wetenschappelijk beschreven door Fraser. 